# 岸西
岸西（Ivy Ho，1958年8月15日—），原名何碧雯，香港著名編劇、導演，曾兩次獲得香港電影金像獎最佳編劇。

## 簡介
岸西生於澳門，自幼來香港後，跟姑姐住在元朗，就讀該區名校天主教崇德英文書院，會考成績優異，轉到拔萃女書院升讀預科，開始「出城」上學的生涯。中學畢業後進入佳藝電視，任訓練班主任助理，不久後轉投無線電視，擔任助理編導，同時亦擔任過一段時間的客串演員。
1980年代離開電視圈從事公關及廣告，業餘時間為香港電台電視部編寫不少電視劇本。《聽不到的說話》是岸西挂名編劇的第一部電影。後來在業内人推薦下，與陳可辛的電影人製作公司（UFO）簽下部頭約，為電影《嫲嫲帆帆》修改劇本。1996年，與陳可辛合作，編寫了電影《甜蜜蜜》的劇本，獲得巨大成功，並憑該片奪得香港電影金像獎最佳編劇獎，從此轉任全職電影編劇。2002年，憑許鞍華導演的《男人四十》第二次獲得香港電影金像獎最佳編劇獎項。
2008年，首次嘗試自編自導電影，首部作品是由林嘉欣、鄭伊健、許志安所主演的《親密》。翌年，第二部作品《月滿軒尼詩》上映。兩部電影均獲香港電影評論學會大獎最佳編劇獎。

## 個人生活
岸西結過兩次婚，與前夫育有長女童謠（Eugenie Tung），現為旅居紐約藝術家，後與現任丈夫誕下周澄及幼女。

## 作品列表

### 電視編劇
- 《七女性：岸西》（1976年，無線電視）
- 《甄妮特輯：岸西》（1977年，無線電視）
- 《追族》（1978年，麗的電視）
- 《第三類房客》（1978年，無線電視）
- 《百合花：再接再厲》（1980年，香港電台）
- 《百合花：未婚媽媽》（1980年，香港電台）
- 《城市故事：大少奶》（1981年，香港電台）
- 《好時光：妹妹病了》（1981年，香港電台）
- 《好時光：四眼波牛》（1982年，香港電台）
- 《左鄰右里：兩個夠晒數》（1982年，香港電台）
- 《左鄰右里：投票選賢能》（1982年，香港電台）
- 《左鄰右里：有車階級》（1982年，香港電台）
- 《臨歧：零用錢》（1983年，香港電台）
- 《香港香港：漣漪》（1983年，香港電台）
- 《香港香港：下半生》（1983年，香港電台）
- 《陽光下的孩子：一盤下不完的棋》（1984年，香港電台）
- 《溫馨集：親情》（1984年，香港電台）
- 《左鄰右里：初來埗到伙記仔》（1984年，香港電台）
- 《左鄰右里：死性難改》（1985年，香港電台）
- 《左鄰右里：比下有餘》（1985年，香港電台）
- 《陽光下的孩子：我的願望》（1985年，香港電台）
- 《陽光下的孩子：車上》（1985年，香港電台）
- 《性本善：家在溫哥華》（1992年，香港電台）
- 《獅子山下：青春小鳥》（2006年，香港電台）
- 《獅子山下2014：夜同行》（兼任導演）（2014年，香港電台）

### 電視製作統籌
- 《抉擇》（1979年，無線電視）
- 《輪流傳》（1980年，無線電視）

### 電影故事
- 《玻璃樽》1999年
- 《天生一對》2006年

### 電影編劇
- 《聽不到的說話》（合編）1986年
- 《嫲嫲帆帆》（合編）1995年
- 《甜蜜蜜》1996年
- 《安娜瑪德蓮娜》1998年
- 《小親親》2000年
- 《特務迷城》2001年
- 《男人四十》2002年
- 《玉觀音》（改編自海岩同名小說）2004年
- 《三岔口》2005年
- 《蝴蝶飛》2008年
- 《親密》2009年
- 《刺陵》2009年
- 《月滿軒尼詩》2010年
- 《印記》、《音符》（微電影）2012年

### 導演
- 《親密》2009年
- 《月滿軒尼詩》2010年

## 個人榮譽
- 第39屆台灣金馬獎最佳原著劇本（《男人四十》）
- 香港電影金像獎最佳編劇兩次（《甜蜜蜜》、《男人四十》）
- 香港電影評論學會大獎最佳編劇兩次（《親密》、《月滿軒尼詩》）